# Stromzähler
Ein Stromzähler oder Elektrizitätszähler ist ein Messgerät, das die übertragene elektrische Energie an einem Zählerpunkt erfasst. Der Zählerpunkt kann beispielsweise zwischen dem Stromnetz und einem Haushalt oder Industriebetrieb sein, kann sich aber auch zwischen zwei Stromnetzen befinden. Die Verwendung der entnommenen Energie wird manchmal auch als Energieverbrauch bezeichnet. In diesem Sinne handelt es sich um einen Energiezähler; die Messwerte werden üblicherweise in der Maßeinheit Kilowattstunde (kWh) angegeben.
Bei elektromechanischen Stromzählern werden die Umdrehungen einer sichtbar rotierenden Scheibe von einem Zählwerk erfasst. Bei elektronischen Zählern erzeugt eine elektronische Schaltung Impulse, die von einer digitalen Schaltung erfasst und verarbeitet werden. Ein intelligenter Zähler ist darüber hinaus in ein Kommunikationsnetz eingebunden, über das er Daten empfängt und sendet.
Zur Abrechnung einer Stromlieferung dient die zeitliche Differenz zwischen zwei Ablesungen. Wenn dies im geschäftlichen Verkehr erfolgt, muss der Zähler geeicht sein.
In der Frühphase elektrischer Versorgungsnetze gab es Gleichstromnetze. In diesen gab es Stromzähler, die die durch sie geflossene elektrische Ladung in der Einheit Amperestunde maßen. Sie sind heute nur noch von historischem Interesse.

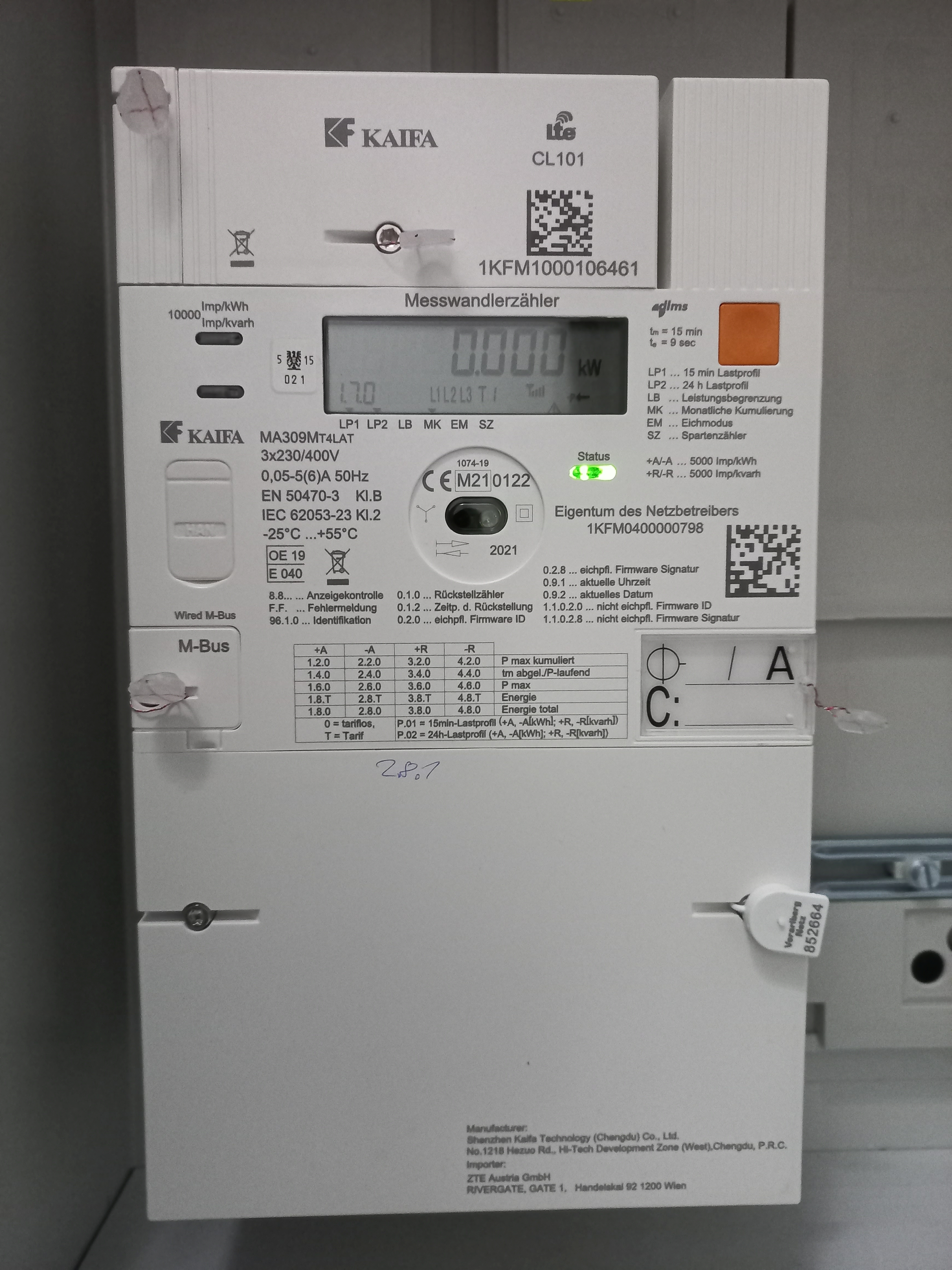
Digitaler Stromzähler (2022)

## Allgemeines

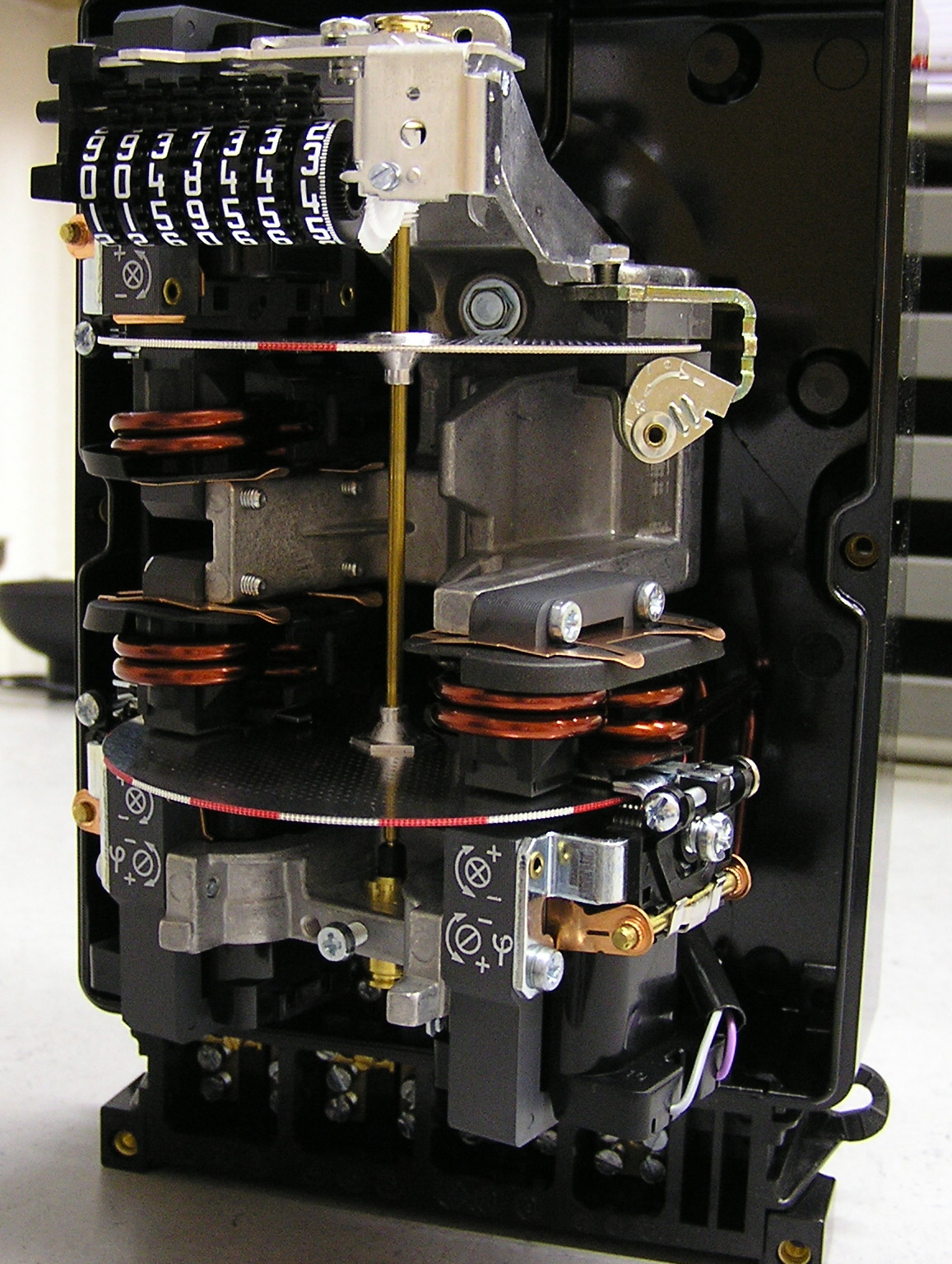
Geöffneter Ferraris-Zähler für Dreiphasen-Wechselstrom (2005)

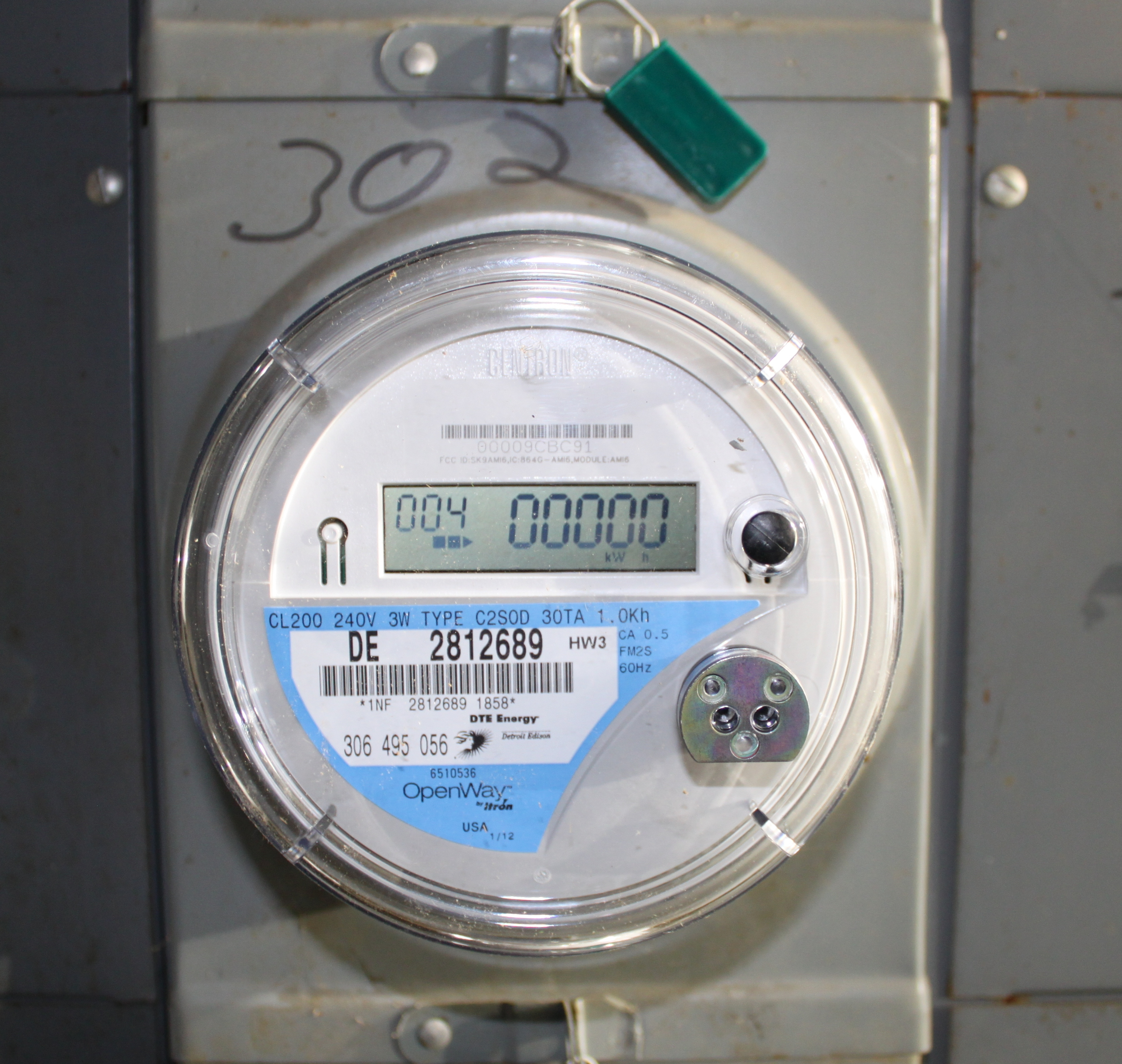
Intelligenter Zähler für das Einphasen-Dreileiternetz in den USA (2012)

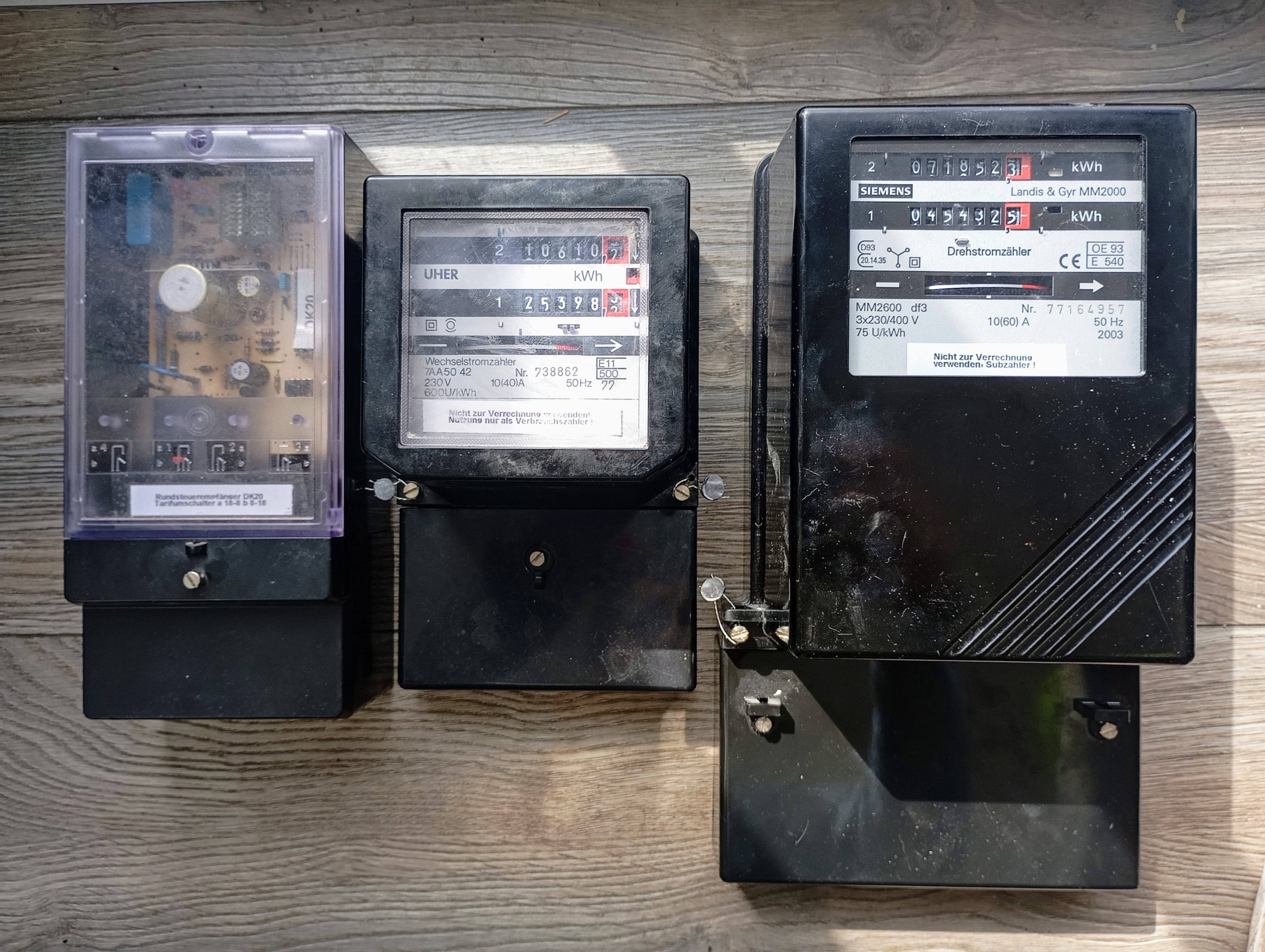
Rundsteuerempfänger 216,7 Hz 0,8 % und Wechselstromzähler von Uher und Drehstromzähler von Siemens. Beide Zähler besitzen 2 Zählwerke. Einmal für Tagstrom und der andere für Nachtstrom.

Der Zähler erfasst am Zählerpunkt die elektrische Stromstärke sowie die anliegende Wechselspannung, multipliziert deren Augenblickswerte vorzeichengerecht, um die Wirkleistung zu bestimmen, und ermittelt daraus durch zeitliche Integration die genutzte Wirkenergie. Diese wird bisweilen auch Wirkverbrauch genannt.
Es gibt Ausführungen als „Wechselstromzähler“ für Einphasen- und „Drehstromzähler“ für Dreiphasen-Wechselstrom. Letztere unterteilen sich in direktmessende Zähler, welche den Strompfad durch den Zähler führen, und die sogenannten Messwandlerzähler, welche zur Erfassung der Ströme diese über Messwandler führen. Die direktmessenden Stromzähler sind üblicherweise als kompakte Geräte ausgeführt, beispielsweise Haushaltsstromzähler und solche für gewerbliche Nutzung, Baustellen und Veranstaltungen, und für eine Nennspannung von 230 V (entsprechend 400 V zwischen den Außenleitern) ausgelegt. Sie weisen Nennstromstärke von beispielsweise 10(60) A auf, wobei in Klammern die Maximal- oder Grenzstromstärke angegeben wird. Bis zu diesem Grenzstromwert müssen in eichpflichtigen Anwendungen auch die Eichfehlergrenzen eingehalten werden. Der Nennstrom ist vornehmlich für die Eichung relevant, auf diesen Wert beziehen sich die Messpunkte, die beim Eichvorgang geprüft werden.
Bei größerer Leistungsabnahme wie bei größeren Gewerbekunden und in der Industrie wird oft mittels sogenannter Messwandlerzähler gemessen. Üblicherweise werden Messwandlerzähler im Niederspannungsnetz ab einer Grenzstromstärke von 100 A eingesetzt, die konkreten Werte sind je nach Netzbetreiber verschieden. Bei Anschlusspunkten im Mittelspannungsnetz kommen ausnahmslos Messwandlerzähler zum Einsatz. Messwandlerzähler bekommen die Messdaten über einen vom Zähler räumlich getrennten Stromwandler, bei Bedarf auch von Spannungswandlern. Im Niederspannungsnetz können die Spannungspfade aber auch bei größeren Leistungen direkt vom Zähler gemessen werden. Die Sekundärseite der Messwandler hat im Allgemeinen 5 A Nennstrom bzw. 100 V Nennspannung, für die auch die Messwandlerzähler ausgelegt sind. Messwandler und Messwandlerzähler in eichpflichtigen Anwendungen sind ebenfalls nach dem Eichgesetz eichpflichtig.
Digitale Stromzähler und intelligente Zähler (Smart-Meter) können neben der Wirkenergie auch die aktuelle Wirkleistung anzeigen oder auch die Blindenergie und Blindleistung erfassen und diese Daten in strukturierter Form herstellerübergreifend als OBIS-Kennzahlen anzeigen, speichern und übertragen. Ab bestimmten Leistungen bzw. Anschlussbedingungen sind vom Netzbetreiber auch Zähler für die registrierende Leistungsmessung vorgeschrieben, teilweise sind diese Funktionen auch schon bei Smart-Metern im Haushaltsbereich vorhanden. Bei der registrierenden Leistungsmessung werden in einem Zeitraster von üblicherweise 15 Minuten gemittelte Lastprofilwerte und die Zeitpunkte und Werte von Lastspitzen der Wirk- und Blindleistung ermittelt und gespeichert. Je nach Ausführung des Zählers können darüber hinaus auch zusätzliche Funktionen wie beispielsweise Impulsausgänge oder digitale Schnittstellen zur Weiterverarbeitung der momentanen Leistungs- oder Energiemessung vorliegen.

## Abrechnung
In Rechnung gestellt wird Kleinverbrauchern wie Haushalten oder kleineren Gewerbebetrieben nur die abgenommene Wirkenergie in einem bestimmten Bezugszeitraum wie ein Jahr. Bei größeren Stromkunden sind die konkreten Grenzwerte abhängig vom jeweiligen Netzbetreiber und liegen im Regelfall bei dem Grenzwert, ab dem die registrierende Leistungsmessung für den Kunden vorgeschrieben ist. Hier wird zusätzlich zur bezogenen Wirkenergie auch die Blindenergie verrechnet, da auch die Blindleistung die Versorgungsnetze zusätzlich belastet. Dabei kommen bei der Verrechnung der Blindenergie je nach Netzbetreiber unterschiedliche Regeln und Grenzwerte wie Höhe des Leistungsfaktors zur Anwendung, und es besteht generell für den Kunden die Möglichkeit die Blindleistung technisch durch eigene Blindleistungskompensationsanlagen zu kompensieren und so die zusätzlichen Kosten für Blindenergie zu minimieren.

### Tarifumschaltung
Die Tarifumschaltung dient in den so genannten Schwachlastphasen (meist nachmittags und in der Nacht) und bei gleichzeitig hohem Angebot an elektrischer Leistung dazu, Verbraucher wie beispielsweise elektrisch betriebene Wärmespeicherheizungen, zu versorgen. Umgekehrt kann zu Zeiten mit hohen Strombedarf ein teurerer Stromtarif verrechnet werden um so die Nachfrage zu senken. Für den Netzbetreiber wird durch diese Anpassung eine Nivellierung in der Netzbelastung erreicht.
Dabei können je nach Technologie verschiedene Verfahren eingesetzt werden. Bei elektromechanischen Stromzählern werden zur Tarifumschaltung zwei und mehr Zählwerke eingesetzt, um zeitbezogen unterschiedliche Tarife abrechnen zu können. Zwischen diesen Zählwerken wird über eine zentrale Steuerung durch eingebaute oder externe Tarifschaltgeräte, beispielsweise Tarifschaltuhren oder Rundsteuerempfänger, umgeschaltet.
Bei digitalen Stromzählern und Smart-Meter bestehen weitere Möglichkeiten, wie sie auch bei Großkunden mit registrierender Leistungsmessung schon länger üblich sind. Vielfach sind diese Zähler mit einer Datenübertragungsfunktion ausgestattet, beispielsweise mittels Powerline Communication (PLC) direkt über die Stromleitung bis zur lokalen Transformatorenstation oder mittels anderer Übertragungstechniken wie Anbindung über Mobilfunknetze. Diese gesicherte und verschlüsselte Datenübertragungsstrecke dient dabei nicht nur zur automatischen und periodischen Übermittlung von Zählerstandwerten, sondern auch um die Echtzeituhr im digitalen Zähler manipulationssicher zu konfigurieren, da die Uhrzeit die Grundlage für verschiedene Tarife und deren Beginn- und Endzeiten darstellt. Die meisten digitalen Stromzähler bieten dazu unterschiedliche Tarifspeicher mit jeweils unabhängigen Energiezählern an. Weiters können auch Spitzenleistungen gemessen und bei Überschreitung von vereinbarten Grenzwerten zusätzlich verrechnet werden, was vor allem bei Kunden mit registrierender Leistungsmessung zur Anwendung kommt.

### Leistungsbegrenzung
Wird ein vereinbartes Tarifmerkmal überschritten, kann durch die eingestellte Leistungsbegrenzung, in speziellen Fällen auch der Energiemenge, die an den Zähler angeschlossenen Verbraucher vom Zähler abgeschaltet werden. Alternativ wird bei solchen Lastüberschreitungen ein anderer Tarif oder eine zusätzliche Abrechnung nach Spitzenleistung zugrunde gelegt. Solche umfangreichen Tarifumschaltungen und Verrechnungen setzten den Einsatz von digitalen Stromzählern bzw. Smart-Meter und rechtlich die Wahl entsprechender Tarifmodelle voraus, welche üblicherweise bei größeren Stromkunden oder Stromkunden mit Erzeugeranlagen zur Anwendung kommen.
Zur Abschaltung ist dazu technisch bei direktmessenden Stromzählern eine Trenneinrichtung, auch als englisch Breaker bezeichnet, in das Gehäuse des Zählers eingebaut. Um den Eigenverbrauch der Schalteinrichtung klein zu halten, ist die Trenneinrichtung in Form eines bistabilen Relais ausgeführt. Bei Wandlerzählern wird über Steuerausgänge am Zähler ein externer und entsprechend dimensionierter Leistungsschalter, beispielsweise ein Schütz, gesteuert.
Diese Abschalteinrichtung wird dabei nicht nur zur Leistungsbegrenzung genutzt, sondern vom Netzbetreiber auch bei Vertragsende oder je nach rechtlicher Situation bei ausstehenden Zahlungen, um den Kundenanschluss ferngesteuert vom Stromnetz zu trennen.

## Arten von Stromzählern

### Nach Technologie

#### Ferraris-Zähler

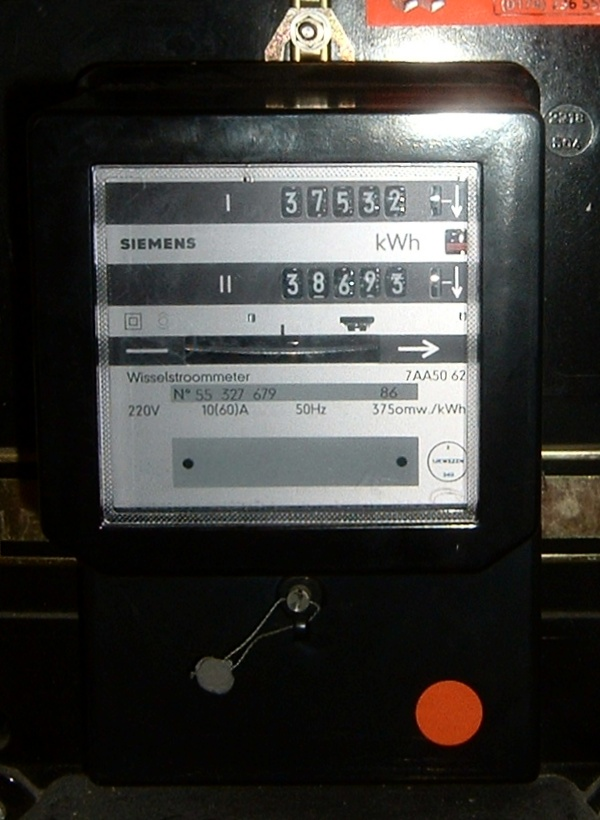
Elektromechanischer Mehrtarif-Stromzähler von Ferraris (2005)

Ferraris-Zähler sind elektromechanische Stromzähler, welche nach dem Induktionsprinzip arbeiten und sind nach dem Italiener Galileo Ferraris benannt. Es gibt sie in Ausführungen für Ein- oder Dreiphasenwechselstrom. Durch den jeweiligen Leiterstrom und die zugehörige Spannung zwischen Außenleiter und Neutralleiter wird in einem Ferrarisläufer (Aluminiumscheibe, auch Ferrarisscheibe) ein magnetisches Drehfeld induziert, welches in ihr durch Wirbelströme ein Drehmoment erzeugt. Dieses ist proportional zum Produkt aus den Augenblickswerten von Stromstärke und Spannung und somit im zeitlichen Mittel zur Wirkleistung. Die Scheibe läuft in einer aus einem Dauermagneten bestehenden Wirbelstrombremse, die ein zur Geschwindigkeit proportionales Bremsmoment erzeugt. Die Scheibe, deren Kante als Ausschnitt durch ein Fenster von außen sichtbar ist, hat dadurch eine Drehgeschwindigkeit, welche zur elektrischen Wirkleistung proportional ist. Die Anzahl der Umdrehungen ist dann zur tatsächlich bezogenen elektrischen Energie proportional.
Ferraris-Zähler summieren in ihrem üblichen Aufbau auch bei Oberschwingungs- oder Verschiebungsblindstromanteilen nur die Wirkleistung.
Einphasige Ferraris-Zähler können durch zusätzliche Schaltungen wie die Hummelschaltung zu einem Blindenergiezähler umgebaut werden, bei dreiphasigen Ferraris-Zähler erfolgt die Anpassung durch eine entsprechende Verschaltung der Spannungspfade und einer Anpassung der Spannungswerte. Ferraris-Zähler können prinzipbedingt in einer Messeinrichtung nicht gleichzeitig die Blind- und Wirkenergie erfassen.

#### Elektronische und digitale Stromzähler
Elektronische Stromzähler enthalten keine mechanisch bewegten Elemente. Der Stromfluss wird wahlweise mittels Stromwandlern, Strommesssystemen mit Rogowskispulen, Nebenschlusswiderständen oder Hall-Sensoren erfasst, die Spannungswerte über Spannungsteiler. Die Weiterverarbeitung der analogen Messwerte erfolgt mit Analog-Digital-Umsetzern und weiteren elektronischen Schaltungen. Das Ergebnis wird einer alphanumerischen Anzeige (meist Flüssigkristallanzeige, LCD) zugeführt.
Zähler für Wirk- und Blindenergie auf dem Stand der Technik im Jahr 2014 erfassen auch Oberschwingungen von Spannungen und Strömen bis zur 16. Harmonischen. Die Ergebnisse werden dabei meist in einem Register gespeichert, das entweder direkt auf der Anzeige oder über Kommunikation abgelesen werden kann. Diese digitalen Zähler können auch lokale Schnittstellen wie Infrarot, S0-Schnittstelle, M-Bus, Potentialfreier Kontakt oder KNX haben. Im deutschen Messstellenbetriebsgesetz (MsbG) werden sie als moderne Messeinrichtung bezeichnet.

#### Intelligentes Messsystem, intelligenter Zähler, Smart-Meter

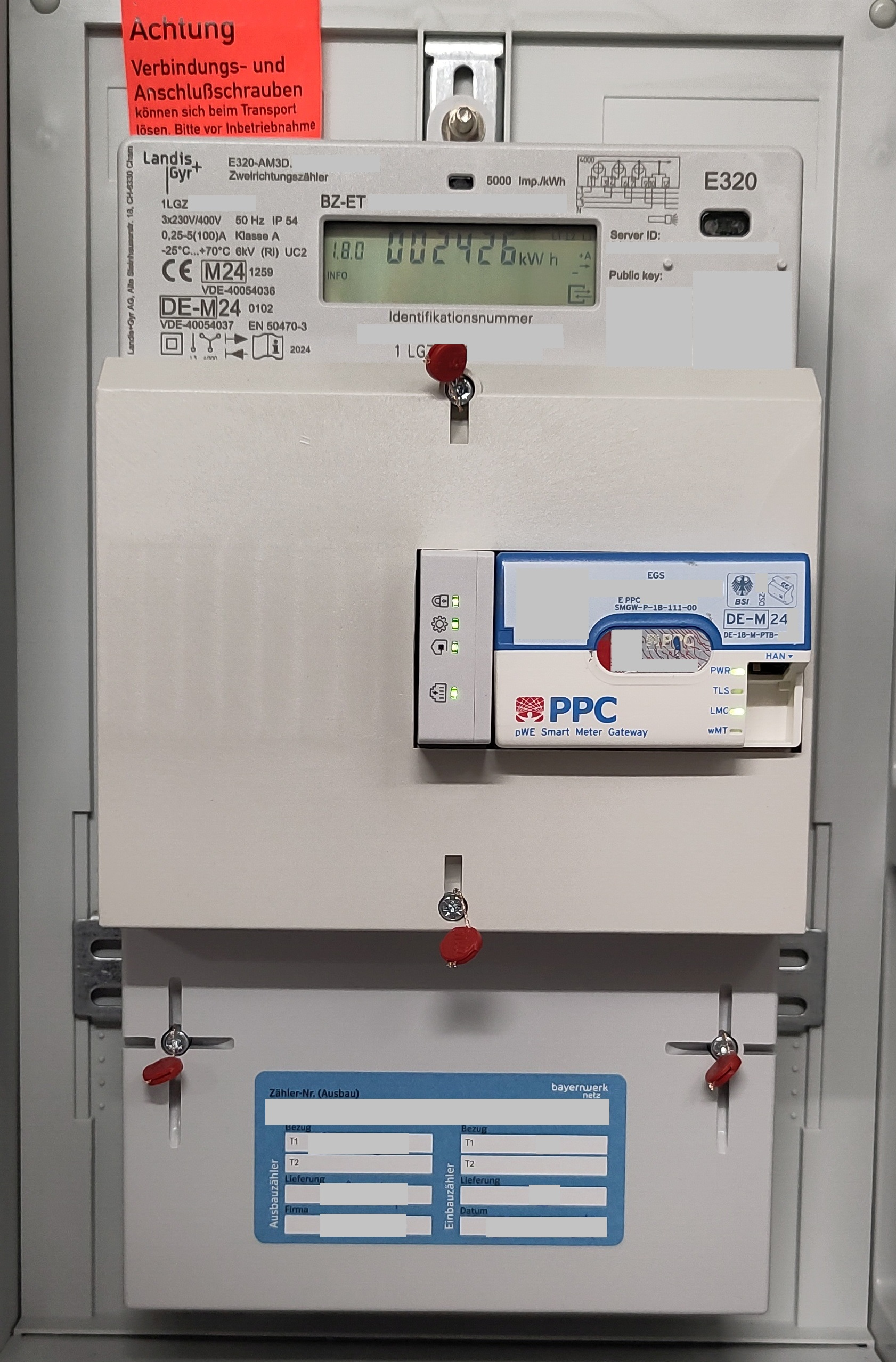
Intelligentes Messsystem (Deutschland 2024)

Elektronische Stromzähler mit Fernauslesung, auch als intelligente Messsysteme bzw. Zähler oder Smart-Meter bezeichnet, können über Datenschnittstellen per Fernauslesung vom Endkunden, vom Energieversorgungsunternehmen oder von Gebäudeautomation- bzw. Smart-Home-Systemen ausgelesen werden. Darüber hinaus bieten sie viele weitere Funktionen, so kann mit elektronischen Zählern beispielsweise die Tarifierung ohne Eingriff in den Zähler verändert werden. Digitale Zähler können durch Vier-Quadrantenmessung die Wirk- und Blindenergie unterscheiden und diese getrennt erfassen, auch kann so die Wirkenergie durch das Vorzeichen in Verbrauch und Erzeugung unterschieden und so getrennt gezählt werden. In Europa hatten bis zum 31. Dezember 2021 14 Staaten (Dänemark, Estland, Spanien, Finnland, Frankreich, Italien, Litauen, Luxemburg, Lettland, Malta, Niederlande, Norwegen, Schweden, Slowenien) eine Smart Meter-Einbauquote in Haushalten von 80 % und mehr. Damit sind über 50 % der Hausanschlüsse in der EU mit Smart Metern ausgestattet.
Als Datenschnittstellen für die Fernauslesung sind Powerline Communication (PLC), Mobilfunk oder Internet üblich. Die Fernübertragung mittels Powerline Communication über das Stromnetz hat für den Netzbetreiber den Vorteil keine weitere Infrastruktur wie die Verfügbarkeit eines Mobilfunknetzes von Drittanbietern zu benötigen. Die PLC-Übertragung benötigt aber PLC-Datenübertragungseinrichtungen (Datenkonzentrator) in den lokalen Transformatorenstationen. Die PLC-Übertragung wird vor allem in dicht verbauten Gebieten eingesetzt und ist dabei und im Gegensatz zu den historisch verwendeten und nur in eine Richtung ausgeführten Rundsteuersignalen auf die Strecke im Niederspannungsnetz zwischen Zählpunkt und dem üblicherweise nur wenige 100 m entfernten Datenkonzentrator in der lokalen Transformatorenstation beschränkt. Ab der Transformatorenstation erfolgt die Datenübertragung über eigene Datennetze vom Netzbetreiber. Für die PLC-Übertragungen der Smart-Meter sind im Niederspannungsnetz seit 2011 für Netzbetreiber bestimmte Frequenzbereiche wie der Bereich von 9 kHz bis 95 kHz (CENELEC Frequenzband A) und 98 kHz bis 122 kHz (CENELEC Frequenzband B) reserviert. Unter anderem in Nordamerika, Japan und anderen Regionen werden auch höhere Frequenzbereiche von 155 kHz bis 487 kHz im sogenannten G3-PLC Band verwendet. Zur Datenmodulation wird das orthogonale Frequenzmultiplexverfahren (OFDM) verwendet, welches es den Netzbetreibern erlaubt bestimmte Frequenzbereiche nicht zu verwenden, beispielsweise um elektromagnetische Störungen bei dem Rundfunkempfang zu minimieren. Der Rahmen dazu ist herstellerübergreifend in der Empfehlung G.9903 von der ITU-T festgelegt.
Intelligente Zähler können über eine integrierte Möglichkeit zur Fernabschaltung (englisch Breaker) ergänzt sein. Ob eine solche Abschalteinrichtung vorhanden ist, ist je nach Netzbetreiber verschieden geregelt. Ist eine solche Zusatzfunktion vorhanden kann der Energieversorger per Fernsteuerung den Kunden vom Stromnetz trennen, beispielsweise als Ultima Ratio bei Zahlungsproblemen oder bei Vertragsende den Kundenanschluss stilllegen, ohne einen Monteur vor Ort entsenden zu müssen. Eine Einschaltung hingegen erfolgt dabei aus Sicherheitsgründen nicht mittels Fernsteuerung. Zur Einschaltung wird vom Energienetzbetreiber zunächst ein Freischaltsignal an den Zähler übermittelt, diese Bereitschaft zur Einschaltung wird optisch am Zähler angezeigt. Der eigentliche Einschaltvorgang erfolgt erst durch Betätigen einer Taste vom Kunden direkt am Zähler. Dieser Vorgang soll Stromunfälle vermeiden.
Es existieren auch kompakte Zähler in der Größe eines Sicherungsautomaten zum Einbau in einen Sicherungskasten.

#### Gleichstromzähler

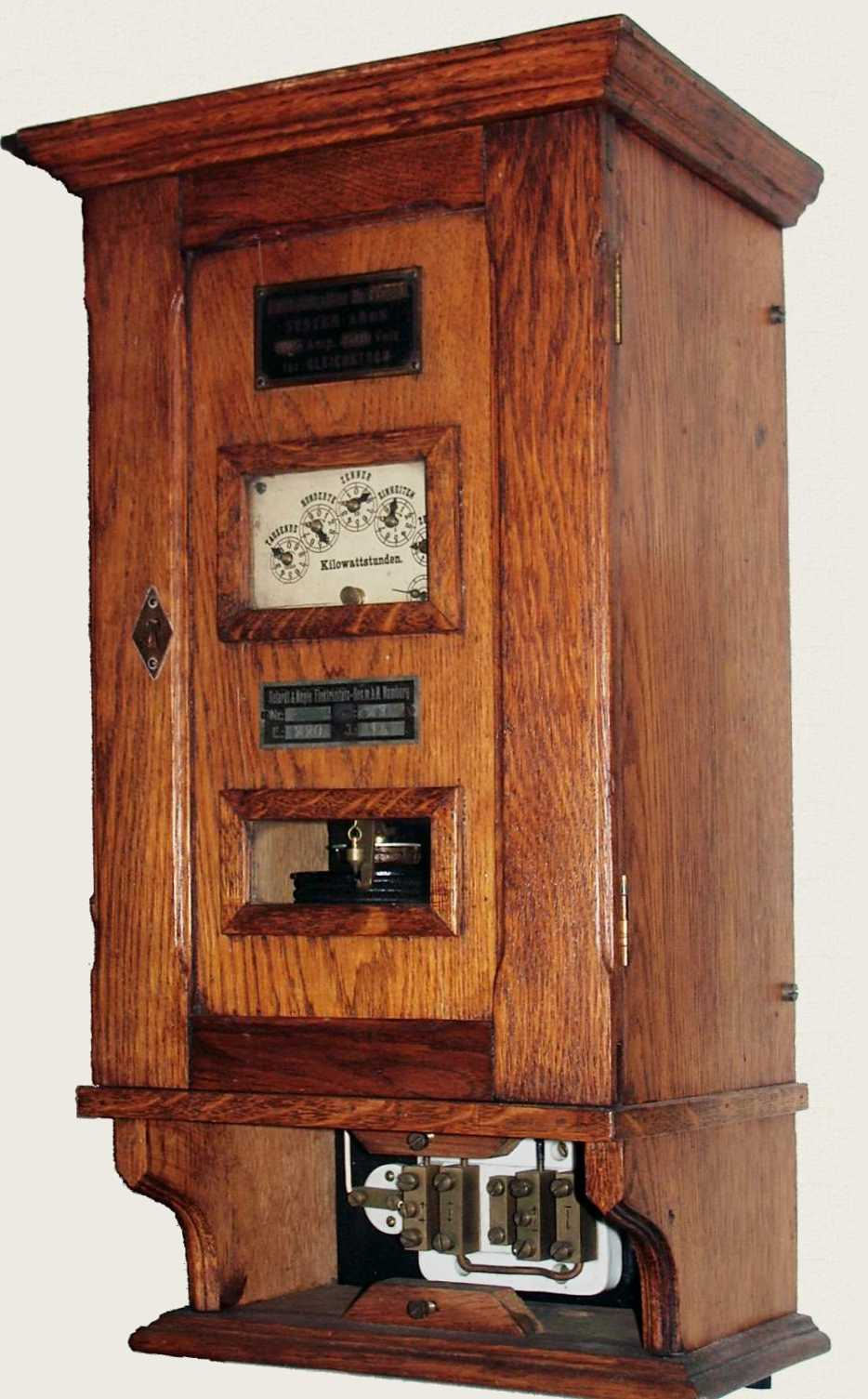
Historischer Gleichstromzähler

Gleichstromzähler haben aufgrund der öffentlichen Versorgung mit elektrischer Energie auf Wechselstrombasis nur noch geringe Bedeutung. Gleichstromverbraucher wie Galvanikanlagen oder Gleichstrombahnen, aus historischen Gründen sind das beispielsweise Straßenbahnen, werden aus dem Wechselspannungsnetz mit entsprechenden Stromrichter- und Gleichrichteranlagen versorgt. Für Gleichstromanlagen wie Photovoltaikanlagen, Batteriesysteme, Gleichstrommaschinen oder gepulste Gleichstrom-Steuerungen werden Gleichstrom-Energiezähler als elektronische Messgeräte weiterhin gefertigt. (Stand Mai 2020)
Historische Gleichstromzähler arbeiteten nach ähnlichem Prinzip wie die Ferrariszähler, jedoch wurde das leistungsproportionale Drehmoment mit einem Gleichstrommotor erzeugt, dessen Erregung durch eine vom Laststrom durchflossene Spule erzeugt wurde und dessen Ankerstrom über einen Vorwiderstand aus der Netzspannung gewonnen wurde.
Ein Bauelement, das als echter Stromzähler (also im Sinne von Bilanzierer der Elektrische Ladung) bezeichnet werden kann, ist das Quecksilbercoulometer; es wird zuweilen als Betriebsstundenzähler eingesetzt. Es besteht aus einer in einer Glaskapillare befindlichen Quecksilbersäule (ähnlich einem Thermometer), die von einer winzigen Menge eines Elektrolyten unterbrochen ist. Bei Stromdurchfluss wird das Quecksilber an das gegenüberliegende Ende befördert, wodurch der Bereich des Elektrolyten sichtbar durch die Säule wandert. Das Strom-Zeit-Produkt erscheint linear als vom Elektrolyten zurückgelegte Strecke auf dem mit einer Skale versehenen Glasröhrchen. Wird das Bauteil über einen Vorwiderstand an konstanter Spannung betrieben, lässt sich die Betriebszeit ermitteln. Nach Ablauf der Zeit kann das Gerät umgepolt erneut eingesetzt werden – der Bereich des Elektrolyten wandert nun zurück.
Beim Quecksilberelektrolytzähler, auch STIA-Zähler (englisch mercury electricity meter) oder Edisonzähler genannt, wurde nicht der (feste) Niederschlag gemessen, sondern die Zersetzungsprodukte – Quecksilber und Wasserstoff. Er war nach Erlöschen der Patente von Edisons Elektrolytzähler dessen Weiterentwicklung. Das Quecksilber fiel beim Stromdurchgang in ein Glasrohr. Dieses war über einer Skale installiert, welche die Kilowattstunden darstellte. Nachteil dieser Technik war, dass nach einer gewissen Zeit das Glasröhrchen vollständig gefüllt war und keine weitere Zählung möglich war. Deshalb musste der Zähler in relativ kurzen Zeitabständen abgelesen und danach das Messrohr gekippt werden, um einen erneuten Zählerlauf zu ermöglichen. Die vor allem bei Kleinverbrauchern verwendeten Stia-Zähler (Bezeichnung Stia = Schott Jena; Erfinder: Max Grossmann, Jena, 1922) arbeiteten mit einer Quecksilberanode, zwischen Anode und Kathode befand sich eine poröse Scheidwand. Viele alte Zähler weisen auf den Beschriftungen die Bezeichnung Unter–Stia auf. Das bedeutet, dass diese Zähler als Unterzähler in einer größeren elektrischen Anlage (z. B. Mehrfamilienhaus) fungierten. Wasserstoffzähler funktionierten ähnlich. Bei ihnen wurde der an der Kathode entstehende Wasserstoff aufgefangen und dann der Verbrauch ebenfalls an einer Skale abgelesen.
Elektrolytzähler haben im Vergleich mit zeitgenössischen Messmethoden eine hohe Messgenauigkeit (±1 %) und waren relativ einfach aufgebaut. Daher stellten sie für die Erfassung von kleinen Stromverbrauchsmengen eine Alternative zu den Motorzählern dar. Mit der Umstellung auf Wechselstrom ging die Zeit der Elektrolytzähler zu Ende.

### Nach Funktion

#### Doppel- und Mehrtarifstromzähler
Diese Zähler können den Verbrauch in zwei oder mehr Tarifen unterteilt zählen, siehe Abschnitt Tarifumschaltung. Bei elektromechanischen Zählern, die früher diese Funktion übernahmen, waren dafür eigene Zwei- oder Mehrtarifzähler mit entsprechend aufwändiger Mechanik nötig. Die Zählerwerke wurde mittels tonfrequenter Signale auf der Netzleitung in Form der Rundsteuertechnik umgeschaltet.
Bei digitalen Zählern und Smart-Metern ist diese Funktion der Mehrtarifabrechnung üblicherweise Teil der Firmware und im Regelfall in verschieden großem Umfang standardmäßig mit integriert. Je nach konkretem Kundenvertrag kommen dabei diese Funktionen zur Anwendung oder auch nicht.
Digitale Zähler sind oft auch als Zweirichtungszähler für Verbrauch (OBIS-Kennzahl 1.8.0) und Einspeisung (OBIS-Kennzahl 2.8.0) ausgelegt. Aber es ist auch möglich, dass bei manchen Modellen nur der Verbrauch angezeigt wird. Einfache Modelle können Verbrauch und Einspeisung nicht unterscheiden und addieren beides.

#### Kassier-, Münz-, Prepayment-Zähler

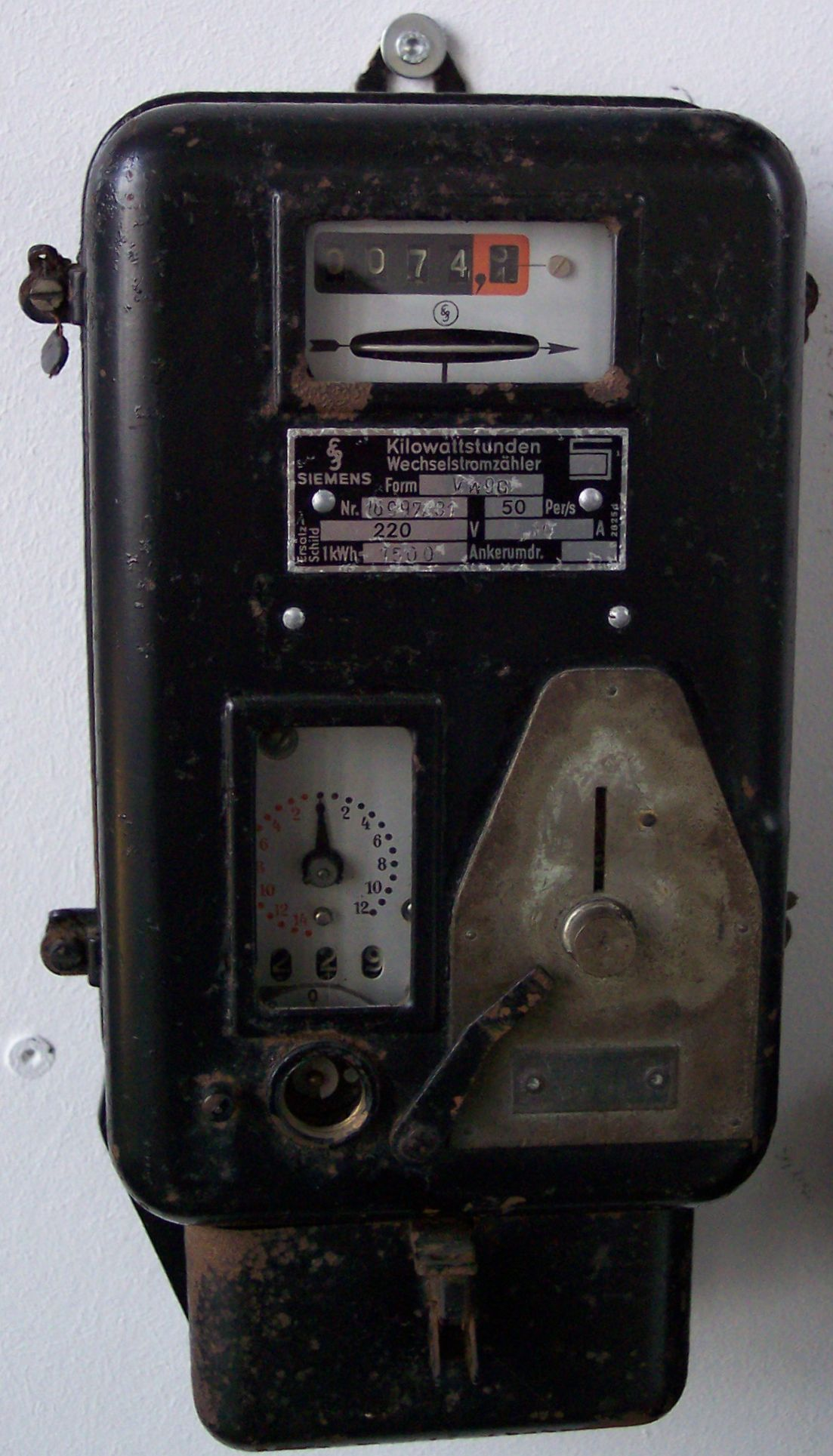
Historischer Kassierstromzähler

Notwendig für diese Funktion ist eine im Zähler integrierte und entsprechend gesteuerte Trenneinrichtung.
Historisch als Kassierzähler oder als Münzzähler bezeichnet, könnten die elektromechanisch ausgeführten Zähler durch den Einwurf von Münzen, Jetons die Abgabe einer bestimmten Energiemenge erlauben, danach unterbricht die Trenneinrichtung im Zähler die Stromzuführung. Die elektromechanischen Zähler mit Münzeinwurf oder für Jetons haben daher zusätzliche Einrichtungen für den Münzeinwurf, der Zählung und Vorratsbehälter für die eingeworfenen Münzen. Digitale Zähler und Smart-Meter können auch als Prepayment-Zähler eingesetzt werden, wobei statt Münzen meist elektronische Zahlungsmittel wie Chipkarte oder eine Abrechnung über das dem Zähler zugeordnete Guthabenkonto zur Anwendung kommt.
In einigen Ländern wie Deutschland und in der Schweiz werden solche Zähler in Gemeinschaftswaschküchen von Mietshäusern und vereinzelt auch von Energieversorgungsunternehmen bei Kunden mit schlechter Zahlungsmoral eingesetzt. Sie verhindern auch den Aufbau von Geldschulden, da nur die bereits bezahlte Energiemenge abgegeben wird, diese Bezugsform der elektrischen Energie wird als Prepaid-Strom bezeichnet. Prepayment-Zähler mit Chipkarten sind zum Beispiel in Südafrika, mit Chipschlüssel im Vereinigten Königreich weit verbreitet.

#### Lastgangzähler
Bei Stromkunden mit registrierender Leistungsmessung wird nicht nur der Stromverbrauch anhand der genutzten Energie (in kWh) und Blindarbeit (in kvarh) erfasst, sondern zusätzlich das Lastprofil und die Spitzenleistungswerte. Üblicherweise ist eine Periodendauer von 15 Minuten vorgesehen, in der Messdaten gemittelt und als Zeitreihe gespeichert werden. Diese Funktion wird in Deutschland als registrierende Leistungsmessung (RLM) bezeichnet und war bei elektromechanischen Zählern eine individuelle Messeinrichtung, die vor allem bei einer vergleichsweise kleinen Anzahl von Großkunden installiert wurde. Diese Anlagen wurden noch vor dem Einsatz von Smart-Metern typischerweise mit einer Fernablesung ausgestattet, beispielsweise über analoge Telefonleitungen mit Telefonmodems.
Die Funktionen der registrierenden Leistungsmessung werden zunehmend von intelligenten Stromzählern und deren Datenübertragungsschnittstellen übernommen. Dabei kommen Lastgangmessungen, welche ursprünglich nur einigen wenigen Großkunden vorbehalten waren, wie die Messwertspeicherung alle 15 Minuten, auch bei Kleinkunden mit Standardlastprofil bei bestimmten Tarifmodellen zur Anwendung. Andere Funktionen der registrierenden Leistungsmessung wie die Verrechnung der Blindleistung entfällt hingegen bei Kleinkunden.
Bei der Lastgangzählung können mehrere Lastgänge gleichzeitig erfasst und gespeichert werden. Typischerweise werden diese Zähler per Fernablesung ausgelesen.
Der gespeicherte Messwert kann die
- durchschnittlich genutzte Leistung in kW bzw. kvar
- Zählwerksstand in kWh bzw. kvarh
- Energieverbrauch in kWh bzw. kvarh

der letzten Registrierperiode sein.

#### Energiekostenmessgerät

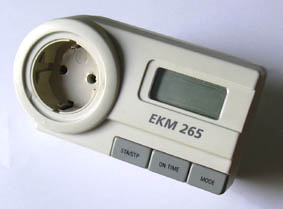
Energiekostenmessgerät

Mit zwischensteckbaren Energiekostenmessgeräten kann der Stromverbrauch einzelner Geräte gemessen werden, auch über einen längeren Zeitraum. Da diese Geräte üblicherweise nicht geeicht und auch nicht gegen Manipulationen geschützt sind, dürfen deren Messwerte nicht für Abrechnungszwecke verwendet werden.
Einfache Energiekostenmessgeräte sind im Haushaltsbereich bei Geräten wie Kühlschränken sinnvoll, die keinen gleichmäßigen Stromverbrauch haben und deren mittlere Leistung nicht durch eine kurzzeitige Leistungsmessung erfasst werden kann. Mit einem Energiekostenmessgerät kann über einen längeren Zeitraum, beispielsweise über mehrere Tage, der Energieverbrauch und die durchschnittliche Leistung eines Kühlgeräts ermittelt werden. Meist kann man den Preis pro kWh eingeben und sieht dann die Kosten, die ein Gerät pro Zeiteinheit verursacht. Einfache Energiekostenmessgeräte ohne Effektivwertmessung können allerdings nur unzureichend mit nicht sinusförmigen Strömen und hohen Blindstromanteilen umgehen. Gelegentlich werden solche Geräte verwendet, um Klein-PV-Anlagen zu überwachen. Jedoch nur wenige solcher Geräte können zwischen Verbrauch und Einspeisung unterscheiden.

## Normen
Für Wechselstrom-Elektrizitätszähler gelten die Europanormen EN 50470 und EN 62053. Für die zugehörige Datenkommunikation sind EN 62056 (in einigen Teilen z. Zt. Entwurf) sowie für Fernwirkeinrichtungen EN 60870 zu beachten.

## Genauigkeit

### Eich- und Verkehrsfehlergrenzen
Die Genauigkeit des Zählers wird als Genauigkeitsklasse angegeben. Dabei entsprechen die heute üblichen Klassen A, B und C nach MID (s. u.) ungefähr den in der Vergangenheit in Deutschland üblichen Klassen 2, 1 und 0,5 (die Zahl entsprach der relativen Fehlergrenze in Prozent). Im Haushaltsbereich werden meist Zähler der Klasse A bzw. 2 eingesetzt (oft zu erkennen an der Aufschrift „Cl. A“, bei älteren Zählern auch „Cl. 2“, „Kl. 2“ oder „(2)“).
Die genaue Definition der Klassen ist in der EU-Richtlinie 2014/32/EU festgelegt und wurde für Deutschland in die Eichordnung übernommen, für Stromzähler ergeben sich folgende beispielhafte Werte:
| Genauigkeitsklasse                      | A   | B   | C   |
| mehrphasige Last                        | 3,5 | 2   | 0,7 |
| einphasige Last bei mehrphasigem Zähler | 4   | 2,5 | 1   |

Bei Betriebstemperaturen außerhalb des angegebenen Bereichs und bei sehr geringen Lasten sind wesentlich größere Abweichungen zulässig, z. B. verdoppeln sich die genannten Fehlergrenzen annähernd für einen Betriebstemperatur-Bereich von −25 °C … −10 °C oder +40 °C … +55 °C.
Die erlaubten Verkehrsfehlergrenzen des Zählers (die während der Betriebsdauer des Zählers auftreten dürfen) sind doppelt so hoch, wie die oben angegebenen Eichfehlergrenzen. Daher empfiehlt der Bund der Energieverbraucher, erst ab einer gemessenen Abweichung von 15 % zwischen dem Stromzähler und ggf. vorhandenen eigenen Messeinrichtungen, eine Überprüfung des Zählers beim Netzbetreiber zu veranlassen.
Bei hoher zu zählender elektrischer Arbeit sind auch Zähler der Genauigkeitsklassen 1, 0,5 und 0,2 (meist in Verbindung mit Messwandlern) im Einsatz. Höchste Anforderungen bestehen zum Beispiel an der Übergabestelle vom Kraftwerk ins Netz oder zwischen Übertragungsnetzen. Aus speziellen Legierungen aufgebaute Ringbandkerne ermöglichen hochpräzise elektronische Stromzähler in gleichstromtoleranter Ausführung.

### Gesetzliche Eichung
Jeder Energiezähler, der für die Abrechnung des Energieverbrauchs genutzt wird, muss die CE-Kennzeichnung und die zusätzliche Metrologie-Kennzeichnung tragen oder (z. B. in Deutschland) eine Eichmarke nach dem Eichgesetz.
Stromzähler, die im geschäftlichen Verkehr eingesetzt werden, unterliegen in Deutschland der Eichpflicht. Nach Ablauf der Eichgültigkeitsdauer (8 Jahre bei elektronischen Zählern, 12 Jahre für mechanische Messwandlerzähler mit Induktionswerk [mit Läuferscheibe] oder 16 Jahre für mechanische Zähler mit Induktionswerk) muss das Messgerät ausgetauscht oder die Eichgültigkeit verlängert werden. Ausnahmen sind möglich. Ein übliches Verfahren zur Verlängerung der Eichgültigkeit ist die Stichprobenprüfung.
Die Eichung wird durch (staatlich anerkannte) Prüfstellen durchgeführt. Viele Netzbetreiber und Stromzähler-Hersteller unterhalten eigene Prüfstellen. Es gibt jedoch auch Firmen, die sich auf die Eichung spezialisiert haben.

### Schutz vor Manipulationen
Stromzähler, welche zu Abrechnungszwecken eingesetzt werden, müssen neben der Eichung auch in der Gestaltung des Zählergehäuses bzw. der Aufbau des Umfeldes wie Stromwandler so gestaltet sein, um Manipulationen daran möglichst zu erschweren und es muss sichergestellt sein, dass Manipulationen nachträglich erkannt werden können. Für diese Fälle werden bei geeichten Zählern die elektrischen Anschlussklemmen durch Abdeckplatten geschützt und die Zählereinrichtung in einem geschlossenen Gehäuse untergebracht. Das Gehäuse wird durch Plomben nach der Montage versiegelt, so dass eine unerlaubte Öffnung oder Manipulation an den Klemmen eindeutig zu erkennen ist.
Bei digitalen Zählern und Smart Metern sind meist noch zusätzliche Schutzmethoden mit eingebaut und werden mit dem Fachbegriff englisch anti tampering bezeichnet. So kann beispielsweise die Elektronik das Öffnen der Abdeckplatten oder des Gehäuses durch eigene Sensoren wie Schaltkontakte oder Lichtschranken erkennen und auch spezielle Manipulationsmethoden wie das Anbringen starker Dauermagnete im äußeren Bereich des digitalen Zählers werden durch interne, nur zu diesem Zweck installierte Magnetsensoren erkannt. Starke Magnetfelder zu Manipulationszwecken können den magnetischen Kern von Stromwandlern sättigen und so die Messung beeinflussen. Diese Manipulationsversuche werden im Regelfall im Speicher des Zählers dauerhaft protokolliert und sind über OBIS-Kennzahlen auszulesen.

### Technische Qualität

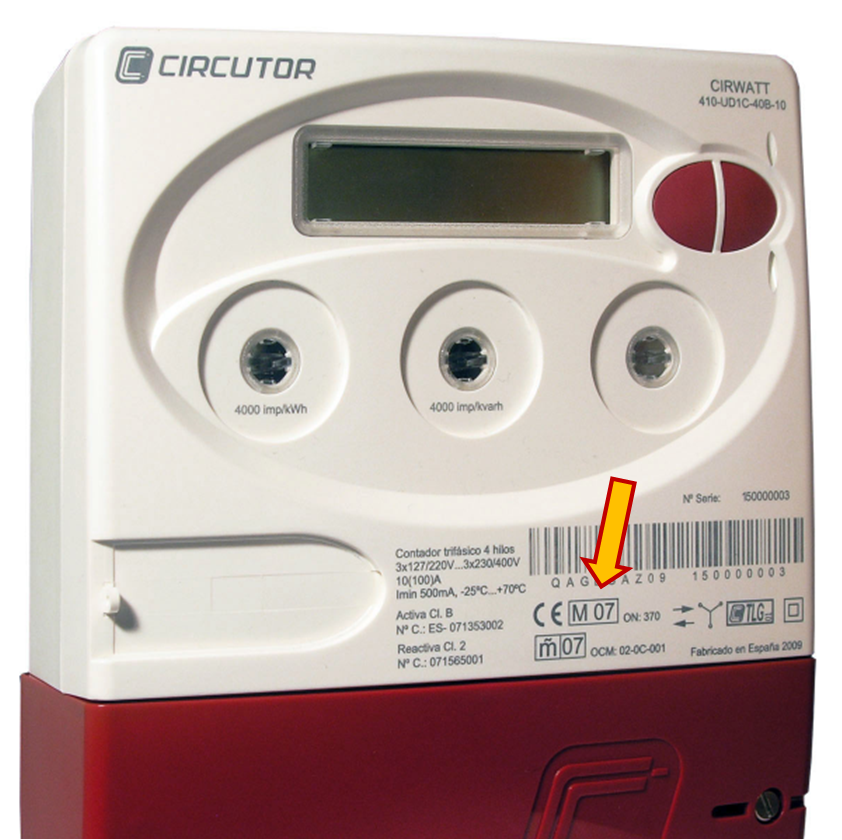
Energiezähler mit CE-Kennzeichnung und zusätzlicher Metrologie-Kennzeichnung

Die Europäische Messgeräterichtlinie (MID) regelt seit 30. Oktober 2006 das Inverkehrbringen verschiedener neuer für den Endnutzer bestimmter Messgeräte in Europa – unter anderen eben auch der Wirk-Stromzähler. Sie regelt nicht die Eichpflicht und die Anforderungen nach dem Inverkehrbringen bzw. der Inbetriebnahme. Das bleibt nationalem Recht vorbehalten. Allerdings müssen sich die Mitgliedstaaten vor der Kommission und den anderen Mitgliedstaaten rechtfertigen, wenn sie es nicht regeln. MID-konforme Messgeräte müssen vor der ersten Inbetriebnahme nicht mehr geeicht werden.
Die Anforderungen der MID ersetzten viele nationale Anforderungen für geeichte Zähler. Für ältere Zulassungen (etwa PTB) galt eine Übergangsfrist bis 30. Oktober 2016. Alle am 30. Oktober 2006 auf dem Markt befindlichen Zähler mit PTB-Zulassung konnten also bis 30. Oktober 2016 weiterhin in Verkehr gebracht werden. Nur nach diesem Datum in Verkehr gebrachte Messgeräte müssen der MID entsprechen.
Bei Stromzählern gilt die MID formal nur für Wirkstromzähler. Daraus ergibt sich eine Problematik für Zähler, die sowohl Wirk- als auch Blindleistung messen: Für den Geräteteil der Wirkmessung ist eine MID-Konformitätserklärung erforderlich. Eine Ersteichung darf nicht mehr vorgeschrieben werden, der Teil für die Blindmessung muss herkömmlich nach dem jeweiligen Eichrecht zugelassen bzw. geeicht werden.

### Messfehler durch elektromagnetische Störungen
Aufgrund eines bis zum Jahr 2012 nicht regulierten Störfrequenzbereichs zwischen 3 kHz und 150 kHz kann es bei digitalen Stromzählern (Smart-Meter) zu starken Messabweichungen gegenüber der tatsächlichen Energiemenge kommen. Der Grund liegt bei manchen digitalen Stromzählern in einer zu geringen Bandbreite und einer unzureichenden Filterung der analogen Messgrößen wie die des Stromverlaufes mit der Folge, dass unter anderem störende Alias-Effekte auftreten und zu Messfehlern führen können. Insbesondere bei der Einspeisung von elektrischer Energie mittels Solarwechselrichtern, welche in manchen Fällen eine nur unzureichende Oberschwingungsfilterung und damit nicht-sinusförmigen Stromverlauf aufweisen, ist dieses Problem in der Praxis spätestens seit 2010 bekannt.
Dem Problem wurde im Jahr 2012 auf Normungsebene von der CENELEC (Europäisches Komitee für elektrotechnische Normung) mit der Festlegung von Vorgaben gegen Fehlmessungen bei Stromzählern im Frequenzbereich zwischen 2 kHz und 150 kHz und den dazugehörigen Test- und Prüfmethoden im Rahmen der Norm CLC/TR 50579 begegnet.
Im März 2017 erschien eine Studie von Mitarbeitern der Universität Twente über intelligente Stromzähler (‚Smart Meter‘) welche überhöhte Messergebnisse bei Stromzählern festgestellt hat. Diese Stromzähler wurden primär in den Niederlanden verwendet und sind mit Rogowskispulen für die Messung der Stromverläufe ausgestattet. Die Fehlmessungen treten bei diesen Zählern vor allem bei stark nichtlinearen Verbrauchern mit hoher Verzerrungsblindleistung und bei gleichzeitiger Verschiebungsblindleistung auf. Solche nichtlinearen Verbraucher sind beispielsweise elektronische Geräte mit Schaltnetzteil, welche keine oder nur ungenügende Leistungsfaktorkorrekturfilter aufweisen.
Das Problem besteht vor allem bei älteren digitalen Stromzählern, da vor Anwendung der Spezifikation CLC/TR 50579 beim Eichen nur mit linearen Lasten und sinusförmigen Strömen gearbeitet wurde. In den Niederlanden forderten Verbraucherschützer und Netzbetreiber aus diesem Grund 2017 eine flächendeckende Überprüfung aller bis dahin installierten intelligenten Stromzähler.
In Deutschland hat die Physikalisch-Technische Bundesanstalt bereits seit 2007 an der Verbesserung der Prüfanforderungen für Stromzähler gearbeitet. In einer Stellungnahme zur Studie der Universität Twente wurde erklärt, dass nach Schließung einer Normungslücke zwischen 2 kHz und 150 kHz im Rahmen der CENELEC CLC/TR 50579 „bei den in Deutschland eingesetzten und für den Einsatz vorgesehenen Zählern, über einen Abrechnungszeitraum betrachtet, die gesetzlich vorgegebenen Verkehrsfehlergrenzen nicht überschritten werden“. Dennoch nehme man das Problem ernst und werde unter anderem die Eichbehörden bei ihren Aktivitäten unterstützen. Die Einführung moderner Messeinrichtungen und intelligenter Messsysteme ist nach Einschätzung der PTB nicht gefährdet, die dafür vorgesehenen Zählerbauformen sind Geräte, die von den Herstellern nach der Beseitigung des Normungslückenproblem entwickelt wurden. Vor einer Entscheidung über eine weitere Verschärfung der Anforderungen solle die Veröffentlichung weiterer Einzelheiten über die Validität der eingesetzten Messverfahren und die Relevanz der für die Untersuchungen erzeugten Kurvenformen für den Alltagsbetrieb durch die Universität Twente abgewartet werden.

## Montage
In vielen Ländern (USA, Skandinavien, China) sind Haushaltsstromzähler häufig außerhalb des Hauses angebracht.

### Deutschland

Stromzählertypen in Deutschland 2022

#### Allgemein
In Deutschland sind die Systeme meist im Haus auf einer sogenannten Zählertafel oder, normgerecht, in einem Zählerschrank installiert (siehe dazu Verteiler). Für diese Zählerschränke gab es die sogenannte TAB (Technische Anschlussbedingungen) des jeweiligen Stromnetzbetreiber. Mit der TAB 2000 wurde der Versuch unternommen, diese Vielzahl an TABs zu vereinheitlichen. Die TAB 2000 bzw. ihre Nachfolger werden inzwischen von den meisten Energieversorgern angewendet und durch Anhänge auf die eigenen Bedürfnisse (Netzformen, Steuerung von Verbrauchern, …) angepasst. Die TAB 2000 und ihre Nachfolger haben inzwischen in Form von Anwendungsregeln Einzug in die VDE-Normen gehalten.
Bei Ein- und Zweifamilienhäusern kann die Montage wahlweise in einem frei zugänglichen Raum innerhalb des Gebäudes oder in einem speziellen Hausanschlussraum erfolgen. In manchen Regionen findet man auch Hausanschlusskästen im Freien, etwa an der Grundstücksgrenze oder am Gebäude selbst. Seit einiger Zeit ist für neue Mehrfamilienhäuser ein Hausanschlussraum vorgeschrieben, in älteren Gebäuden befinden sich die Zähler häufig in den Wohnungen oder auf den Treppenabsätzen vor den Wohnungstüren.
Bei Einfamilienhäusern befinden sich im Zählerschrank oft auch die Sicherungen für die einzelnen Räume und Geräte sowie die Verteilung der Datentechnik (Sat-/Kabelanschluss, Netzwerktechnik, Telefon).
Für Mehrfamilienhäuser legten die Technischen Anschlussbedingungen der Stromnetzbetreiber oft fest, dass im Zählerschrank nur die Zählervorsicherungen enthalten sein dürfen. Sicherungen für einzelne Stromkreise waren demnach ausschließlich in separaten Unterverteilungen zu installieren (in der Regel in den jeweiligen Wohneinheiten). Ausnahmen bestehen teilweise für spezielle Installationen wie die vom Energieversorger geforderten Schaltanlagen im Zusammenhang mit Nachtspeicherheizungen.
Im Zuge der Vereinheitlichung der TABs wird nun in vielen Fällen wieder eine begrenzte Anzahl von Sicherungselementen direkt im Zählerkasten zugelassen. Diese werden häufig zum Anschluss der Beleuchtungs- und Steckdosenstromkreise im Keller genutzt.
Die in Deutschland oft von den Messstellenbetreibern in privaten Haushalten eingebauten digitalen Zähler verfügen zwar über eine lokale infrarot-serielle Schnittstelle, sind aber in der Regel nicht fernauslesbar. Deshalb sind diese nicht für flexible Tarife geeignet. Im Gegensatz zu Smart Metern, mit denen sie oft verwechselt werden.

#### Elektronischer Haushaltzähler (eHZ)

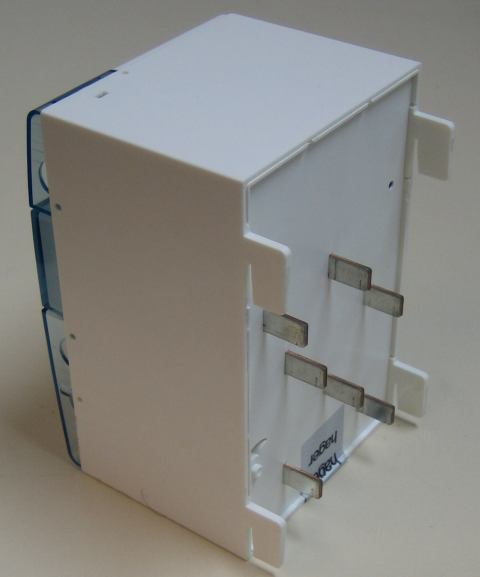
Rückseite eines eHZ

Der Verband der Netzbetreiber (VDN) initiierte im Jahr 2001 die Entwicklung eines elektronischen Haushaltzählers. Neben dem elektronischen Zählwerk sollte dieser Zähler auch neue konstruktive Merkmale aufweisen:
- Nachrüstmöglichkeit von Modulen z. B. für Dienstleistungen oder Datenfernübertragung
- Einheitliche Aufnahmetechnik für Zähler
- Verkleinerung der Zählerplätze
- Unterbrechungsfreier Zählerwechsel
- Reduzierung der Montagezeiten.

Unter dem Begriff eHZ werden heute vor allem die konstruktiven Merkmale verstanden. Diese sind durch das VDE FNN in einem Lastenheft beschrieben. Der eHZ ist in der elektrotechnischen Produktnorm DIN V VDE V 0603-5 genormt. Die Montage des eHZ erfolgt entweder an entsprechend ausgestatteten Zählerplätzen oder über Adapterplatten, die auf den Kreuzschienen der Zählerschränke befestigt werden. Der eHZ wird mittels vier Haltekrallen auf dem Zählerplatz befestigt und mit Steckkontakten für die drei Phasen und Null elektrisch kontaktiert. So kann er schraubenlos gewechselt werden.
Der Wechsel des Zählers geschieht beim eHZ ohne eine Unterbrechung der Stromversorgung. Dies erfolgt über verschiebbare Stromschienen, die während des Zählerwechsels die Anschlusspunkte des Zählers überbrücken. Während der Zeit des Zählertauschs erfolgt die Versorgung ungezählt.